# Білий Бур (гміна)
Гміна Білий Бур (пол. Gmina Biały Bór) — місько-сільська гміна у північно-західній Польщі. Належить до Щецинецького повіту Західнопоморського воєводства.
Станом на 31 грудня 2011 у гміні проживало 5408 осіб.

## Територія
Згідно з даними за 2007 рік площа гміни становила 270.23 км², у тому числі:
- орні землі: 39.00%
- ліси: 49.00%

Таким чином, площа гміни становить 15.31% площі повіту.

## Населення
Станом на 31 грудня 2011:
| Опис     | Загалом | Загалом | Чоловіки | Чоловіки | Жінки | Жінки |
| -------- | ------- | ------- | -------- | -------- | ----- | ----- |
| одиниця  | осіб    | %       | осіб     | %        | осіб  | %     |
| все      | 5408    | 100     | 2731     | 50.50    | 2677  | 49.50 |
| міське   | 2244    | 100     | 1088     | 48.48    | 1156  | 51.52 |
| сільське | 3164    | 100     | 1643     | 51.93    | 1521  | 48.07 |

## Сусідні гміни
Гміна Білий Бур межує з такими гмінами: Боболіце, Жечениця, Кочала, Мястко, Полянув, Щецинек.